# カルパチアン・シェパード・ドッグ
カルパチアン・シェパード・ドッグ（英：Carpatian Shepherd Dog）とは、ルーマニア原産の護畜用犬種である。別名はカルパチアン・シープドッグ（英：Carpatian Sheepdog）、愛称はカルピー（英：Carpee）。
同国原産のミオリティック・シェパード・ドッグはこれの兄弟種にあたる。

## 歴史
紀元以前にカルパティアオオカミと白い巨犬に属する犬種を交配させて作られたといわれている。本種の生い立ちに関しては、少し変わった伝承が伝えられている。
かつてずっと昔に飢えた雌狼が羊に襲い掛かり、それを食べようとしていたところを捕らえられた。本来この雌狼は殺されるはずであったが、優しい羊飼いに助命されてえさを与えて飼育され、護畜犬として使われるようになった。雌狼は羊飼いに恩返しをするため心身を捧げて忠実に働き、一緒に飼育されていた雄の護畜犬との間に仔犬を儲けた。この仔犬たちが後のカルパチアン・シェパード・ドッグの基礎になった、という旨の話である。生い立ちに関する推定された犬種歴史学的な説と民間伝承が合致しているため、専門家から興味を持たれている犬種でもある。
カルパチアン・シェパード・ドッグは主に羊などをオオカミや泥棒から守るために使われている。羊や家族を襲うものに対しては勇敢に戦いを挑み、場合によっては命を落とすまで戦う。又、副業としてある程度牧羊犬に似た働きを行うこともある。それは羊を移動させる際にそれの後ろから吠えて進ませることであるが、通常の牧羊犬のように羊を自由自在に操ることは出来ない。通常その仕事は専門の犬種の任せるのが主流である。
カルパチアン・シェパード・ドッグも他の多くの犬種と同じく、2度の世界大戦によって絶滅の危機に陥った。そのため、ボスニア・ヘルツェゴビナのトルニャックやブルガリアのカラカハン・ドッグなどの近縁種の血を借りてなんとか生き残り、戦後戻し交配などを行ってそれらの特徴を取り除いて純血を取り戻した。
現在はルーマニアでも希少な犬種だが、原産国をはじめとする数カ国に犬種クラブが設立されていて、頭数を年々増やしつつある。多くが実用犬として使われているが、FCIに公認犬種として登録されてからはペットやショードッグとしても使われるようになった。日本にはまだ輸入されていない。

## 特徴
がっしりした体格で、オオカミに似た風貌の犬種である。耳は垂れ耳、尾はふさふさした垂れ尾だが、実用のものは尾の3分の1を断尾して立たせることがある。これは沢山の羊の中にいる犬を見分けやすくするために行われている処置であるが、最近はあまり行われていない。鬣は厚く、脚は太く長い。コートはロングコートで、毛色はウルフ、ブラック、ブラック・アンド・ホワイト、ホワイト・アンド・ブリンドル、ブラック・アンド・タン、タン、さまざまな組み合わせのトライカラーなどがありバリエーションが豊かである。体高は雄65～73cm、雌59～67cmの大型犬で、性格は主人家族に対して忠実で献身的、愛情深いが、防衛本能が強い。外見上の特徴ではないが、原産地で実用犬として飼われているものは首輪に小さな丸太を提げる風習がある。これには飼い犬であることを証明する名札のような役目があるほか、攻撃性や性力を抑えるといったまじないのような要素もある。運動量は多めで、ペットとして飼育するならばしっかりとしたしつけを行う必要がある。